# HB (Zigarettenmarke)
| HB Classic Blend                                                                        | HB Classic Blend                              |
| Logo der Marke                                                                          | Logo der Marke                                |
| HB-Logo                                                                                 | HB-Logo                                       |
| Inhaltsstoffe einer Zigarette                                                           | Inhaltsstoffe einer Zigarette                 |
| --------------------------------------------------------------------------------------- | --------------------------------------------- |
| Kondensat/Teer:                                                                         | 10 mg                                         |
| Nikotin:                                                                                | 0,8 mg                                        |
| Kohlenmonoxid:                                                                          | 10 mg                                         |
| Tabak- zusatzstoffe:                                                                    | Invertzucker, Glycerin, Propylenglycol, Aroma |
| Stand 2008. Die Angaben gelten für die auf dem deutschen Markt erhältlichen Zigaretten. |                                               |

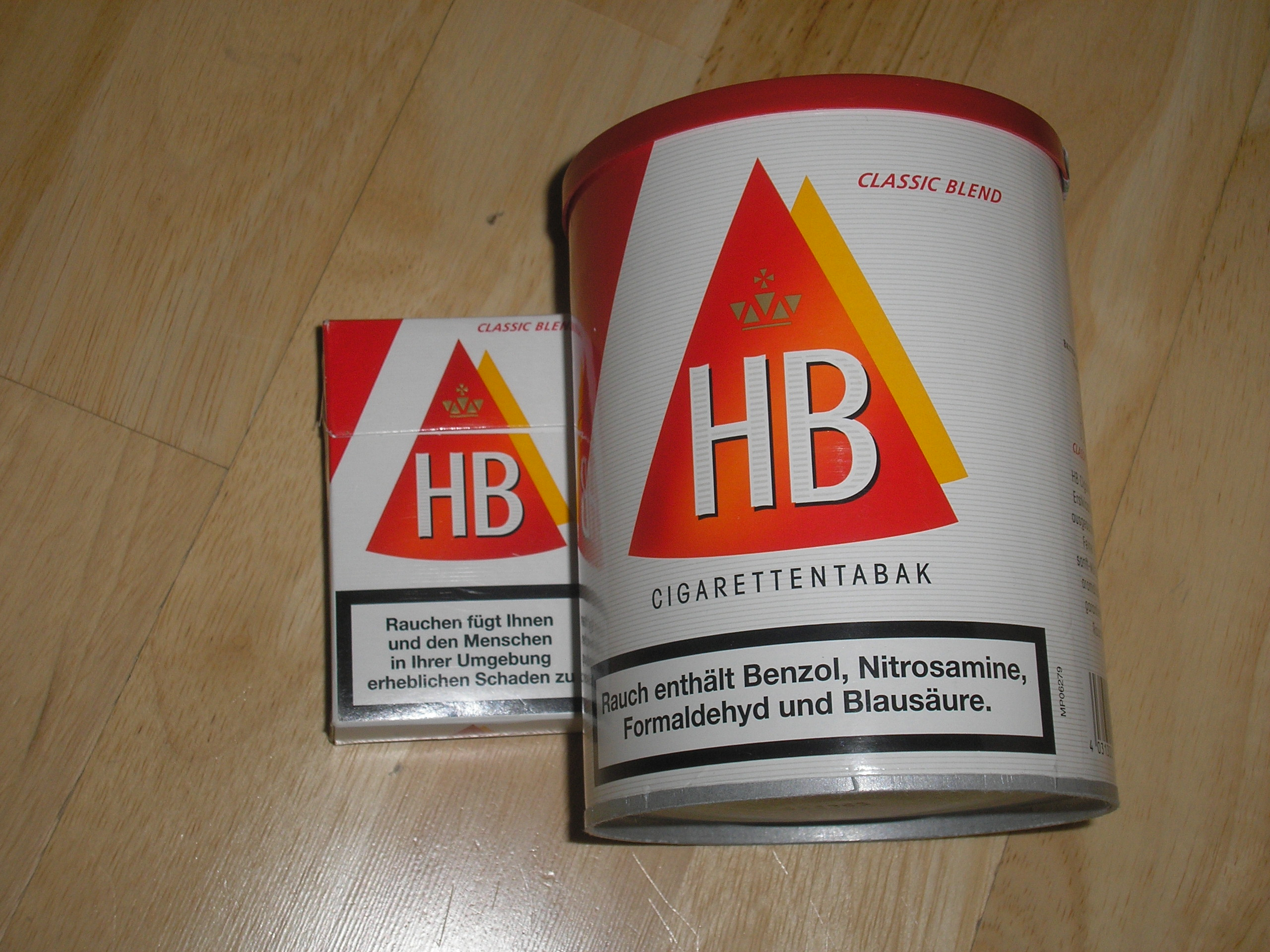
17er-Standardzigarettenschachtel und Feinschnitttabak der Marke HB Classic Blend

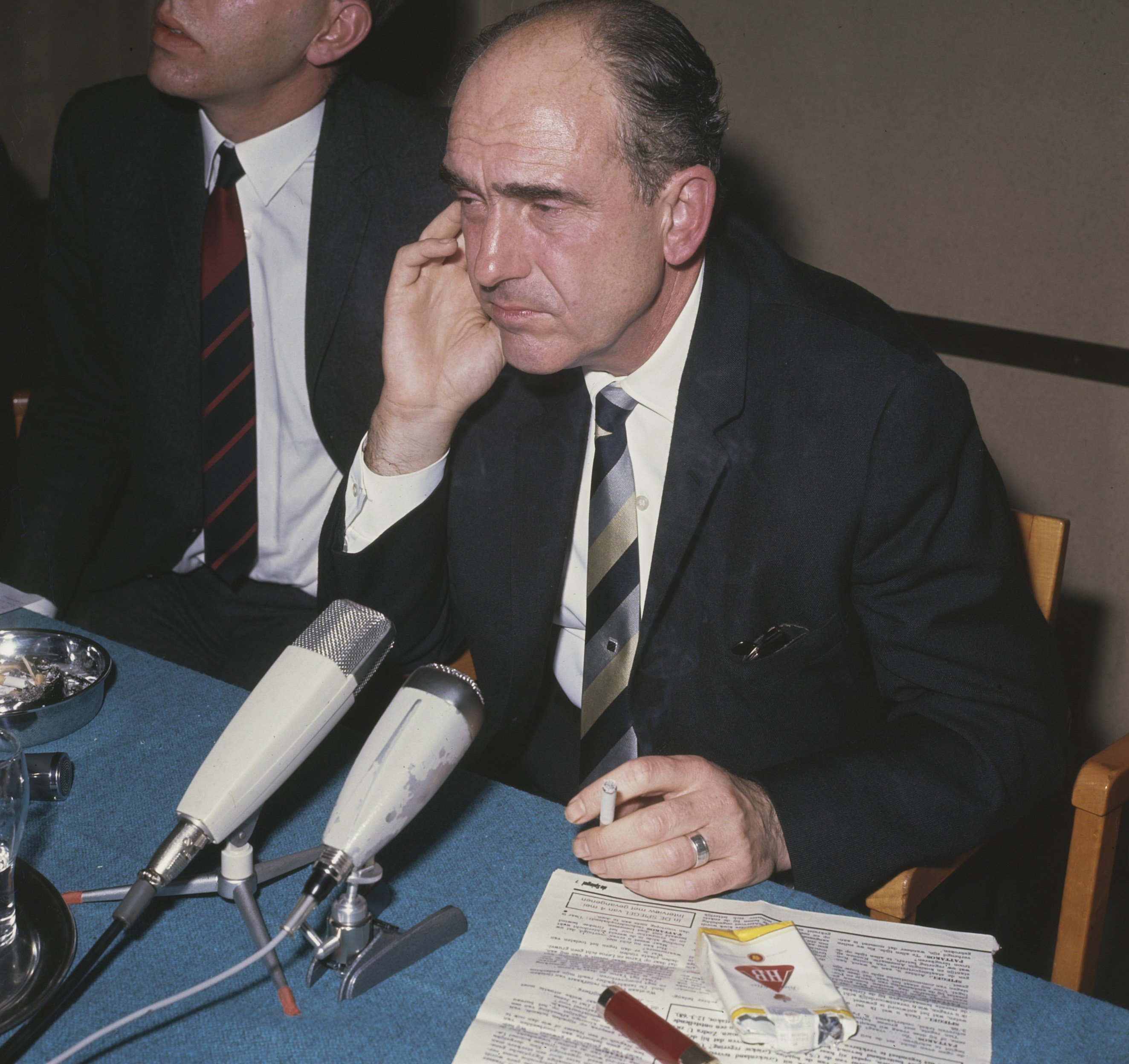
Andreas Papandreou, 1968 HB rauchend.

HB ist ein Markenname für Zigaretten der British American Tobacco (BAT), dem weltweit zweitgrößten Tabakkonzern. Der Name HB ist vom Namen der Dresdner Zigarettenfabrik Haus Bergmann abgeleitet, die 1932 von BAT aufgekauft wurde.

## Produkte
Unter dem Label der HB-Familie vertreibt die British American Tobacco-Gruppe heute die Marken Classic Blend und Aromatic Burley, wobei erstere Teer-/Kondensatwerte von 10 mg, Nikotin 0,8 mg und 10 mg Kohlenmonoxid aufweist, zweitere (in derselben Reihenfolge) die Werte 6 mg, 0,5 mg und 7 mg. Die Marke Classic Blend war bis Mai 2009 als Standardpackung mit 17 Zigaretten am Automaten und in Verkaufsstellen zu erwerben; seit Sommer 2009 ist das „kleine“ Päckchen am Automaten in einer Konfektionsgröße von 20 Zigaretten, in Verkaufsstellen mit einer solchen von 19 Zigaretten erhältlich. Die weiteren Classic Blend-Produkte (Big Pack mit 24 Zigaretten, 100er mit bis Mai 2009 17, seitdem 19 Zigaretten sowie Tabakfeinschnitt als 40 g, 100 g oder 170 g) werden nur über Verkaufsstellen vertrieben. Letzteres trifft auf die Marke Aromatic Burley überhaupt zu, diese wird ausschließlich in der Standardpackung mit 19 (bis Mai 2009: 17) Zigaretten vertrieben.

## Marktanteil

### Historisches
In ihrem Ursprungsjahr, dem Jahre 1955, erreichten die HB-Zigaretten nur einen Marktanteil von 0,4 %. Dieser Wert konnte bereits im folgenden Jahr auf 5,6 %, 1958 schon auf 12,9 % gesteigert werden. 1959 erklomm die Marke mit einem Marktanteil von 17 % erstmals den Spitzenplatz unter den in Deutschland vertriebenen Zigarettenmarken, den sie bis 1984 verteidigen konnte; 1975 waren HB-Zigaretten die meistverkauften in Europa. Seit 1985 rangieren die Zigaretten der Marke Marlboro unangefochten auf Platz 1 des deutschen Absatzmarktes.

### Heutige Situation
Heute gehört die HB-Zigarettenfamilie zwar nach wie vor zu den am meisten abgesetzten Zigarettenmarken in Deutschland; doch sank ihr Marktanteil beispielsweise im Zeitraum von 2002 bis 2007 von 4,7 % auf 3,5 %. Diese Entwicklung hängt unter anderem damit zusammen, dass sich der HB-Mutterkonzern BAT im Werbebereich überwiegend auf internationale Premiummarken wie zum Beispiel Lucky Strike oder auch Niedrigpreismarken wie Pall Mall, nicht aber auf typisch deutsche wie die HB-Familie konzentriert. Dennoch ist die HB-Familie mit ihrem Marktanteil von 3,5 % nach wie vor in der Top Ten der am meisten abgesetzten Zigarettenmarken in Deutschland vertreten.

## Geschichte
HB-Zigaretten wurden erstmals 1955 auf den Markt gebracht. Beworben wurde die Marke zunächst mit dem Spruch „Eine Filterzigarette, die schmeckt“. Dies war eine Innovation auf dem deutschen Markt, auf welchem Filterzigaretten zum Zeitpunkt der Einführung von HB-Zigaretten gerade einmal einen Marktanteil von 7,2 % erreichen konnten; durch die Einführung der HB wurde der Prozess hin zur Filterzigarette deutlich beschleunigt. Die HB-Zigaretten verbreiteten sich schnell auf dem deutschen Markt und galten auch wegen ihres schlichten Designs, auf welches die Marke heute noch aufbaut, als jung und dynamisch und somit für junge Leute attraktiv.
In den 1970er Jahren umging BAT das internationale Handelsembargo gegen Rhodesien und brachte dort HB auf den Markt. Noch Mitte der 1990er Jahre – Rhodesien war längst unabhängig und hieß nun Simbabwe – war es Marlboro nicht gelungen, sich auf dem lokalen Markt des Landes zu platzieren, der immer noch von HB dominiert wurde.

## Reklame und Marketing

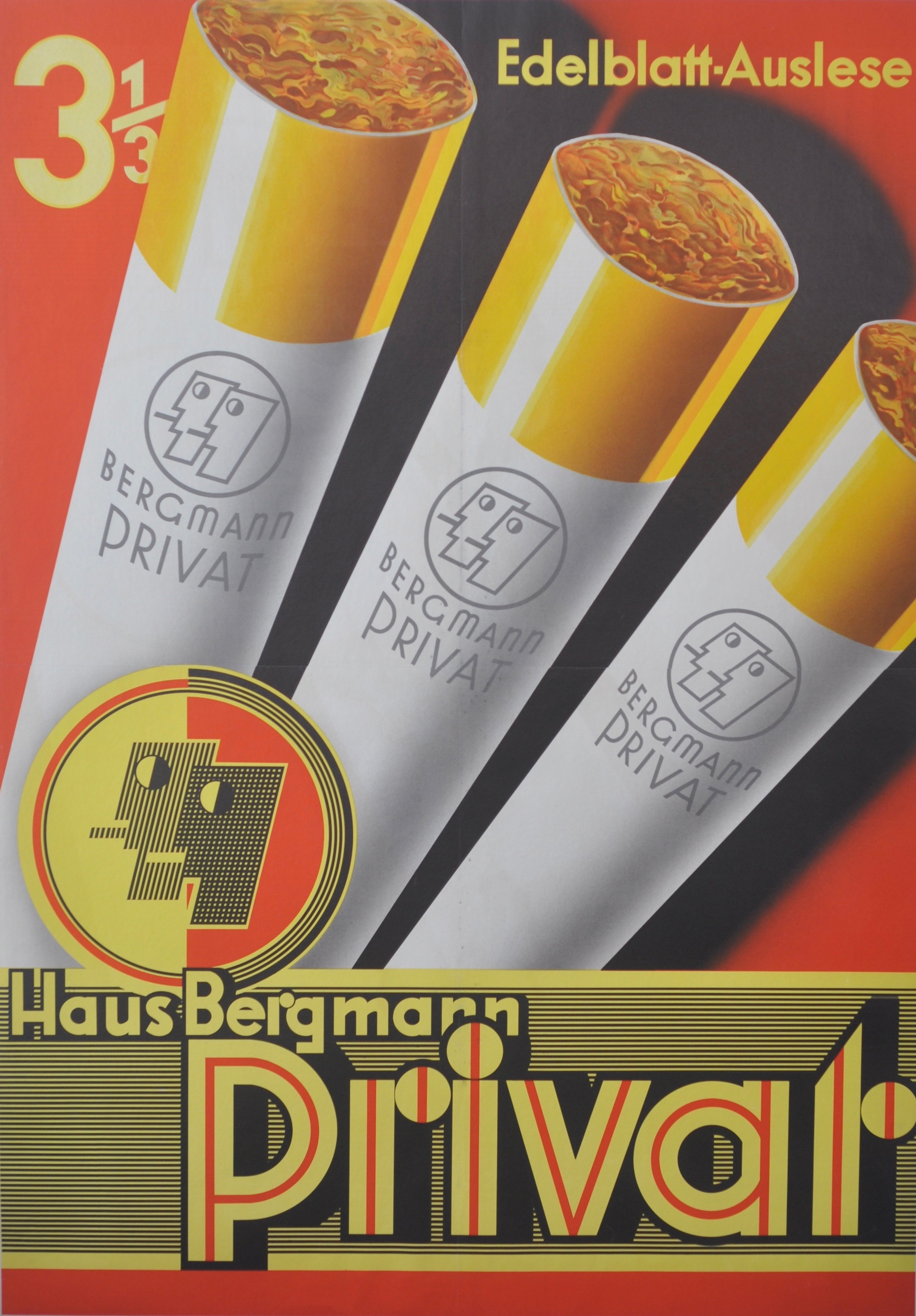
Haus-Bergmann-Plakat von 1935

### HB-Männchen
Das HB-Männchen ist eine Zeichentrickfigur, mit der die BAT die HB-Zigaretten bewarb. Bruno, so der inoffizielle Name des HB-Männchens, ist eine der bekanntesten Werbefiguren in der Geschichte des deutschen Werbefernsehens.
Die Werbefilme in Kino und Fernsehen mit Bruno liefen stets nach demselben Schema ab: Es wurden Alltagssituationen dargestellt, in denen immer etwas schieflief, worauf Bruno sich fürchterlich aufregte, mit unverständlicher Sprache tobte (es handelte sich um Arabisch, welches rückwärts mit doppelter oder, entsprechend der zunehmenden Aufregung, mit höherer Geschwindigkeit abgespielt wurde) und buchstäblich „in die Luft ging“. Der daraufhin folgende Slogan – aus dem Off mit besänftigender Stimme gesprochen – lautete: „Halt, mein Freund! Wer wird denn gleich in die Luft gehen? Greife lieber zur HB!“ und Bruno schwebte als „HB-König“ gutgelaunt und entspannt zum Boden zurück, begleitet von der Stimme: „Dann geht alles wie von selbst.“ Die Zigarette wurde damit als Problemlöser und Entspannungsmittel beworben, ein Konzept, das noch heute bei vielen Produkten Anwendung findet.
Werbespots mit Bruno wurden von 1957 bis 1984 produziert, nach dem Werbeverbot für Zigaretten im Fernsehen (1974) aber nur noch im Kino gezeigt. In den 1960er Jahren brachte es das HB-Männchen auf einen Bekanntheitsgrad von 96 % der Zuschauer. Damals war HB die bekannteste Zigarettenmarke in Deutschland.
Schöpfer dieser Figur, die anfangs noch in Schwarz-Weiß gezeichnet wurde, war der Trickfilmregisseur Roland Töpfer.

### Druckwerke
1977 wurde die Reihe der HB-Bildatlanten begründet. Die als HB-Bildatlas herausgegebene Reiseführerserie im DIN-A4-Format befasste sich mit Reisezielen in Deutschland und der ganzen Welt. Die Reihe firmiert seit Januar 2010 in neuem Design als dumont Bildatlas.
Ab 1979 wurde mit draußen (Preis 1979: 6,50 DM) ein Naturmagazin herausgegeben, das in jedem Band ein Landschaftsgebiet aus dem europäischen Raum thematisierte. Es wurde 1987 eingestellt.
1983 kamen die HB-Kunstführer hinzu, in denen diverse Regionen und Kunstlandschaften Deutschlands und Europas in Wort und Bild vorgestellt wurden. Die Reihe existierte bis 1997.
Alle Reihen erschienen in der auf dem Namen der Zigarettenmarke basierenden HB-Verlags- und Vertriebsgesellschaft in Hamburg.

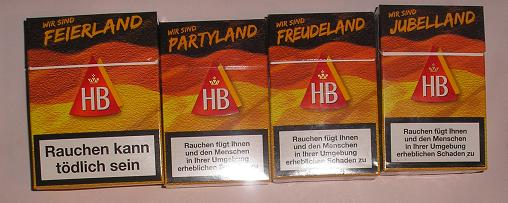
Aktionspackungen der „Wir sind Partyland“-Serie aus dem Jahre 2008

### Sonderserien auf Zigarettenschachteln
Wie in der Branche üblich, erschienen und erscheinen bei der Marke HB von Zeit zu Zeit vom Standarddesign abweichende Zigarettenschachteln mit speziellen Motiven, die die Kunden neugierig machen und an die Marke binden sollen. So gab es bei der HB beispielsweise Anfang der 90er-Jahre die „Undercover“-Sonderserie, bei der die Zigarettenschachteln komplett in Schwarz gehalten wurden, im Jahre 2004 die „Growing-Regions“-Sonderserie, durch welche dem Konsumenten Tabakanbaugebiete vorgestellt wurden sowie – passend zur Fußball-Europameisterschaft 2008 – die „Wir sind Partyland“-Serie, für welche die Zigarettenschachteln in den deutschen Nationalfarben schwarz-rot-gold gehalten und mit einem der Sprüche „Wir sind Partyland“, „Wir sind Feierland“, „Wir sind Jubelland“ oder „Wir sind Freudeland“ versehen wurden.